# 今天也Swag
《今天也Swag》為韓國XtvN 綜藝節目，2018年1月27日開播，由梁世燦、Sleepy、Nucksal、Deepflow、Don Mills 、Bigone 主持，節目主軸為邀請嘉賓並記錄實力派說唱歌手們尋找專屬於自己的Swag魅力的過程。

## 外部連結
- 官方網站（页面存档备份，存于）